# Albe (fiume)
L'Albe è un fiume francese che scorre nel dipartimento della Mosella. Nasce nel territorio comunale di Rodalbe e scorre poi nel solo dipartimento della Mosella per 33,3 Km andando a sfociare a Sarralbe, alla sinistra orografica del fiume Saar, tra gli affluenti di quest'ultimo, Eichel e Isch.
L'Albe presenta importanti fluttuazioni stagionali di portata, con piene invernali che comportano una portata mensile media a un livello tra i 6,78 9.02 m3/sec da dicembre a marzo inclusi (massimo in febbraio), e periodi di magra in estate da fine giugno fino a settembre, con una portata media mensile che scende in agosto fino a 0.88 m3, che è ancora piuttosto consistente.

## Percorso e centri abitati attraversati
Poco dopo la sorgente l'Albe si dirige verso nord-est e mantiene questa direzione lungo tutto il suo corso. Essa confluisce poi nella Saar a Sarralbe, località situata tra Sarre-Union, a monte, e Sarreguemines, a valle.
Il fiume attraversa o costeggia i comuni seguenti: Rodalbe, Bermering, Bénestroff, Virming, Neufvillage, Francaltroff, Léning, Réning, Nelling, Insming, Kappelkinger, Le Val-de-Guéblange e Sarralbe, tutti compresi nel dipartimento della Mosella.

### Toponimi
L'Albe ha dato il suo suffisso idronimo ai due comuni di Rodalbe e Sarralbe.